# 李繼直
李繼直（9世纪？—909年），唐朝末年将领，凤翔节度使李茂贞的义子，驻守盐州（治今陕西省定边县）。
唐朝灭亡后，李茂贞为唐朝岐王，建立岐政权，与后梁、前蜀对峙。909年（天祐六年、后梁开平三年）五月十三丁未日，后梁朔方节度使（治灵州，今宁夏灵武市）韩逊奏报攻克盐州，斩岐王李茂贞任命的盐州刺史李继直。